# Régis Labeaume
Pour les articles homonymes, voir Labeaume et Régis.
Régis Labeaume, né le 2 mai 1956 à Roberval au Québec, est un homme d'affaires, homme politique et commentateur politique québécois, maire de Québec de 2007 à 2021.

## Biographie

### Jeunesse et études
Il est le fils de Thérèse Bolduc et de Maurice Labeaume, garagiste et syndicaliste. Il passe son enfance au Lac-Saint-Jean ainsi que sur la Côte-Nord où il découvre l'industrie minière. À l'âge de 12 ans, sa famille emménage à Québec. Elle réside dans une habitation à loyer modique du Domaine-Saint-Charles, à la frontière entre Duberger et Vanier,. Il fait ses études secondaires à la polyvalente de Neufchâtel. Doué pour le théâtre, il fonde avec des amis le « Théâtre de création de Québec », qu'il poursuit ensuite au cégep. Après avoir étudié deux années en littérature, il obtient un baccalauréat en sociologie de la faculté des sciences sociales de l’Université Laval en 1980. Partisan de René Lévesque dans les années 1980, il commence à militer pour le mouvement souverainiste.

### Entrée en politique et carrière d'affaires

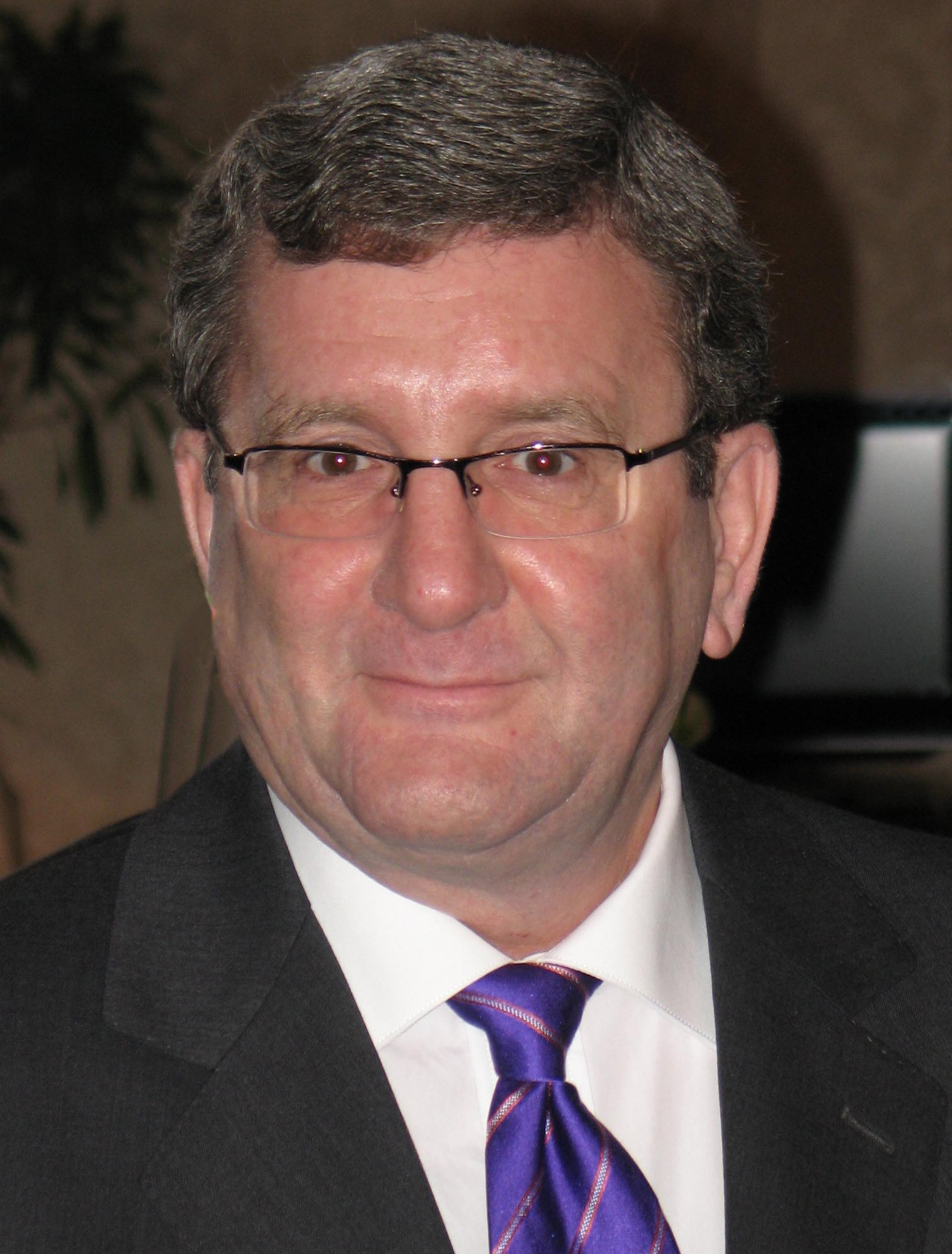
Régis Labeaume en 2011.

Il exerce dans les services du gouvernement du Québec, de 1980 à 1985, les fonctions d'attaché politique du ministre péquiste Jean-François Bertrand. Indépendantiste, il affirme avoir voté « oui » aux référendums de 1980 et de 1995.
Il œuvre ensuite plus particulièrement dans le secteur minier en assumant, entre autres, les fonctions de président fondateur de la société minière Mazarin, de 1985 à 1993, ainsi que celles de président du conseil de la société Asbestos et du conseil des mines d’amiante Bell, de 1992 à 1993. La vente de ses intérêts dans Mazarin lui rapporte 2 millions $ . Il est ensuite consultant auprès d’entreprises étrangères désirant s’établir au Québec.
Il brigue l'investiture péquiste dans la circonscription de Montmorency en 1998. 
Présent également dans le secteur de l’innovation technologique dans la région de Québec, il occupe des fonctions d’administrateur auprès de plusieurs entreprises de haute technologie. Chargé de mission de la Cité de l’optique de 2000 à 2003, il est vice-président du conseil d'administration d’Innovatech Québec et siège au conseil de TSO3 inc. Régis Labeaume est aussi président-directeur général de la Fondation de l’entrepreneuriat de mai 2003 à octobre 2007.
Au cours de sa carrière, Régis Labeaume est membre du conseil d’administration d’Hydro-Québec, de la Fondation de l’Université Laval et du Pignon bleu, une organisation œuvrant au soutien des familles et des enfants de la Basse-Ville de Québec. Il préside le Festival d'été international de Québec en 2003 et 2004, dont il est également membre du comité exécutif. Membre du conseil de la chaire Fernand-Dumont sur la culture, et des bureaux des gouverneurs du Regroupement des jeunes gens d’affaires du Québec et des Jeunes entreprises du Québec métropolitain, il copréside la campagne Centraide dans la grande région de Québec en 2002. Enfin, il est membre du conseil de la Fondation du musée national des beaux-arts du Québec, du Conseil de la famille et de l’enfance et président de l’Association de l’exploration minière du Québec.

### Maire de Québec
Régis Labeaume tente une première fois d'accéder à la mairie en 2005. Candidat à la succession du maire sortant Jean-Paul L'Allier à la tête du Renouveau municipal de Québec, il obtient 45 % des voix au premier tour. Une alliance entre Claude Larose et Ann Bourget l'empêche ensuite d'accéder à la direction du parti municipal.
Le 4 octobre 2007, il annonce sa candidature en tant qu'indépendant à la succession de la mairesse Andrée Boucher, décédée au mois d'août précédent. Lors de la campagne, il préconise la création de « missions démographiques » afin d'attirer des immigrants à Québec et voit comme une solution à l'exode des jeunes de la ville son développement économique. Il considère également que l'investissement dans de grands événements permettra de dynamiser la ville.

#### Premier mandat

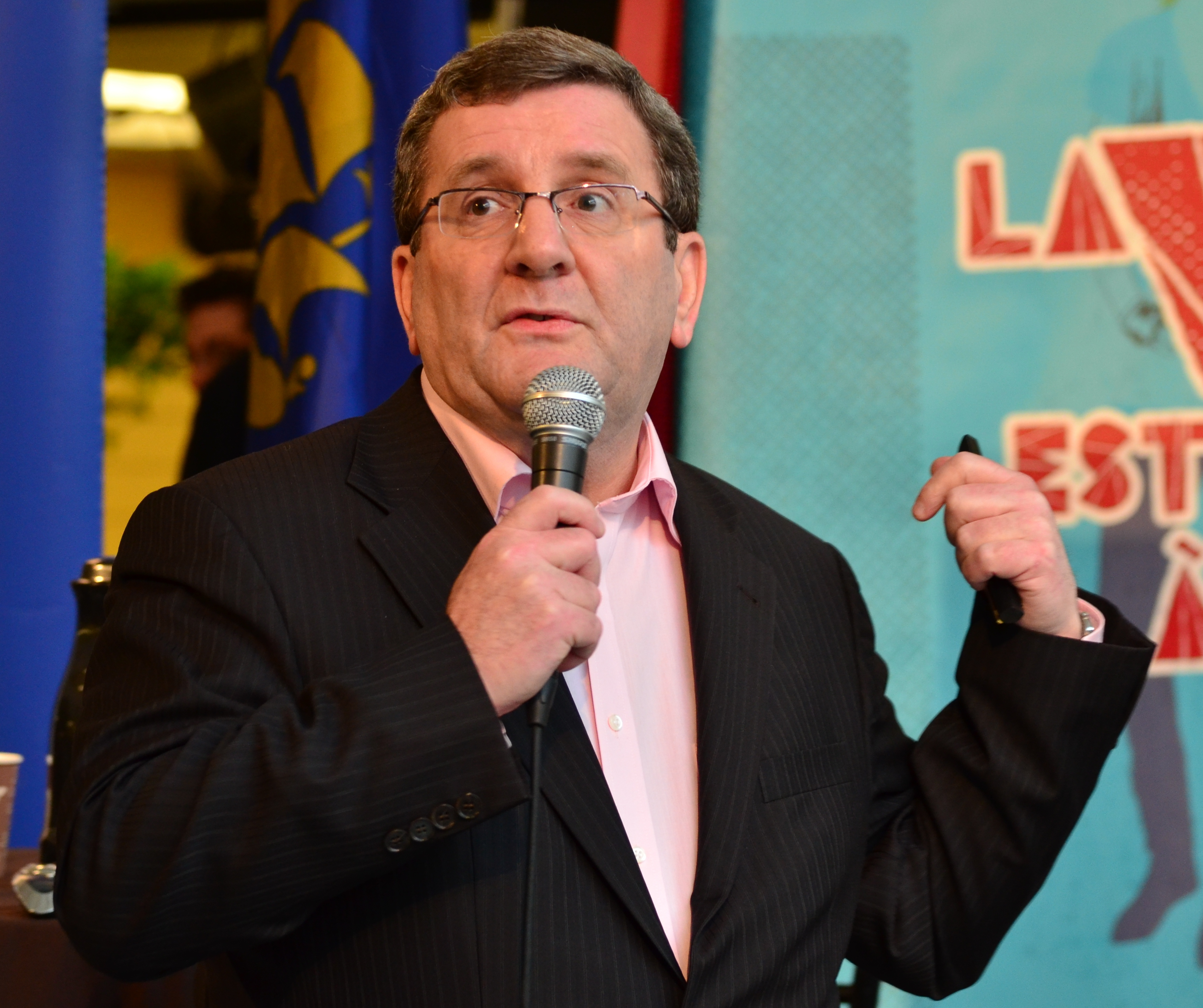
Régis Labeaume durant une conférence au Cégep Limoilou en 2011.

Le 2 décembre 2007, il remporte l'élection partielle avec 59 % des suffrages. Il est assermenté le 8 décembre en tant que 37e maire de Québec. Son premier mandat est marqué par le 400e anniversaire de Québec, dont le succès est incertain durant les mois précédant les festivités. En janvier, il nomme Daniel Gélinas à la tête de l'organisation. Les événements sont couronnés de succès et apportent une attention médiatique importante sur la ville et sur Labeaume lui-même. Possédant peu d'appuis au conseil municipal de Québec, il se rabat sur un style de gestion autarcique et s'adjoint des conseillers municipaux François Picard et Richard Côté, nommés vice-président du comité exécutif de la ville de Québec. Il fait diminuer le nombre de sièges au conseil municipal de 37 à 27. À la suite des fêtes de 2008, un regain de fierté est palpable dans la population. La cote de popularité de Labeaume augmente proportionnellement. Ses nombreuses enflures verbales brisent l'image du politicien à la « langue de bois » et il devient rapidement une personnalité médiatique très importante au Québec. Cette effervescence ravive le débat entourant un éventuel retour d'une équipe de la Ligue nationale de hockey dans la ville, et surtout la construction d'un nouvel amphithéâtre pour la recevoir. Il se montre d'abord peu optimiste quant à la réalisation de ce projet. Néanmoins, fort de sa popularité, il annonce quelques jours avant l'élection de 2009 que la ville financera la construction d'un nouvel amphithéâtre.

#### Deuxième mandat

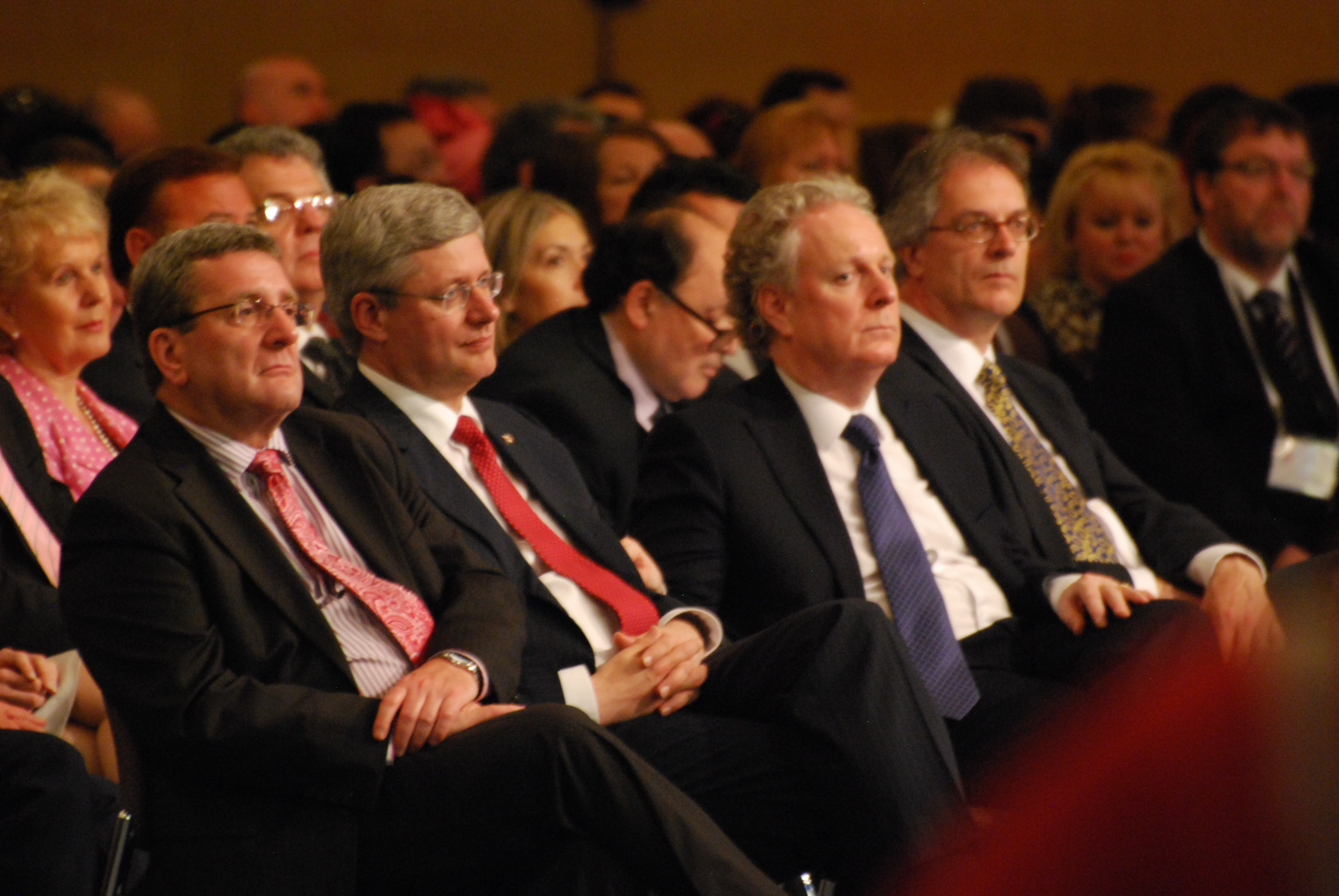
Régis Labeaume en compagnie du premier ministre du Canada, Stephen Harper, et du premier ministre du Québec, Jean Charest, en 2012.

L'élection municipale de 2009 à Québec s'annonce être un véritable raz-de-marée en faveur de Régis Labeaume et de la liste électorale éponyme (Équipe Labeaume). Les sondages lui prédisent une victoire si éclatante que le principal parti d'opposition, le Renouveau municipal de Québec, décide de ne pas lui présenter d'adversaire au poste de maire. Le 1er novembre 2009, il est réélu avec 79,7 % des voix exprimées et obtient 25 des 27 sièges au conseil municipal. Ce mandat fort, le mettant au cœur des décisions de la ville, le place encore plus sous le feux des projecteurs. En mars 2010, son style de gestion est fortement remis en question dans l' « affaire Clotaire Rapaille », mettant fin à une certaine lune de miel entre lui et les médias,.
Le 10 juin 2010, il annonce un important projet de transport en commun articulé autour d'un tramway. Le 2 octobre 2010, 50 000 à 60 000 citoyens se rassemblent lors d'un événement baptisé la « Marche bleue », en appui au projet de nouvel amphithéâtre annoncé par le maire. En 2010, l'administration Labeaume s'intéresse également à la tenue des jeux olympiques d'hiver de 2022, mais le projet avorte à l'été 2011. En février 2011, le gouvernement du Québec appuie financièrement le projet d'amphithéâtre du maire, puis ce dernier obtient la participation financière de l'entreprise Québecor le mois suivant. Les travaux débutent à l'automne 2012. Peu avant l'édition 2011 de la Fête nationale du Québec, Régis Labeaume suscite un débat animé sur les débordements récurrents qui surviennent dans le Vieux-Québec. Voulant rendre la fête plus familiale, il mise sur une plus grande présence policière. En 2012, durant le Printemps érable, Labeaume resserre les règles concernant les attroupements publics. 

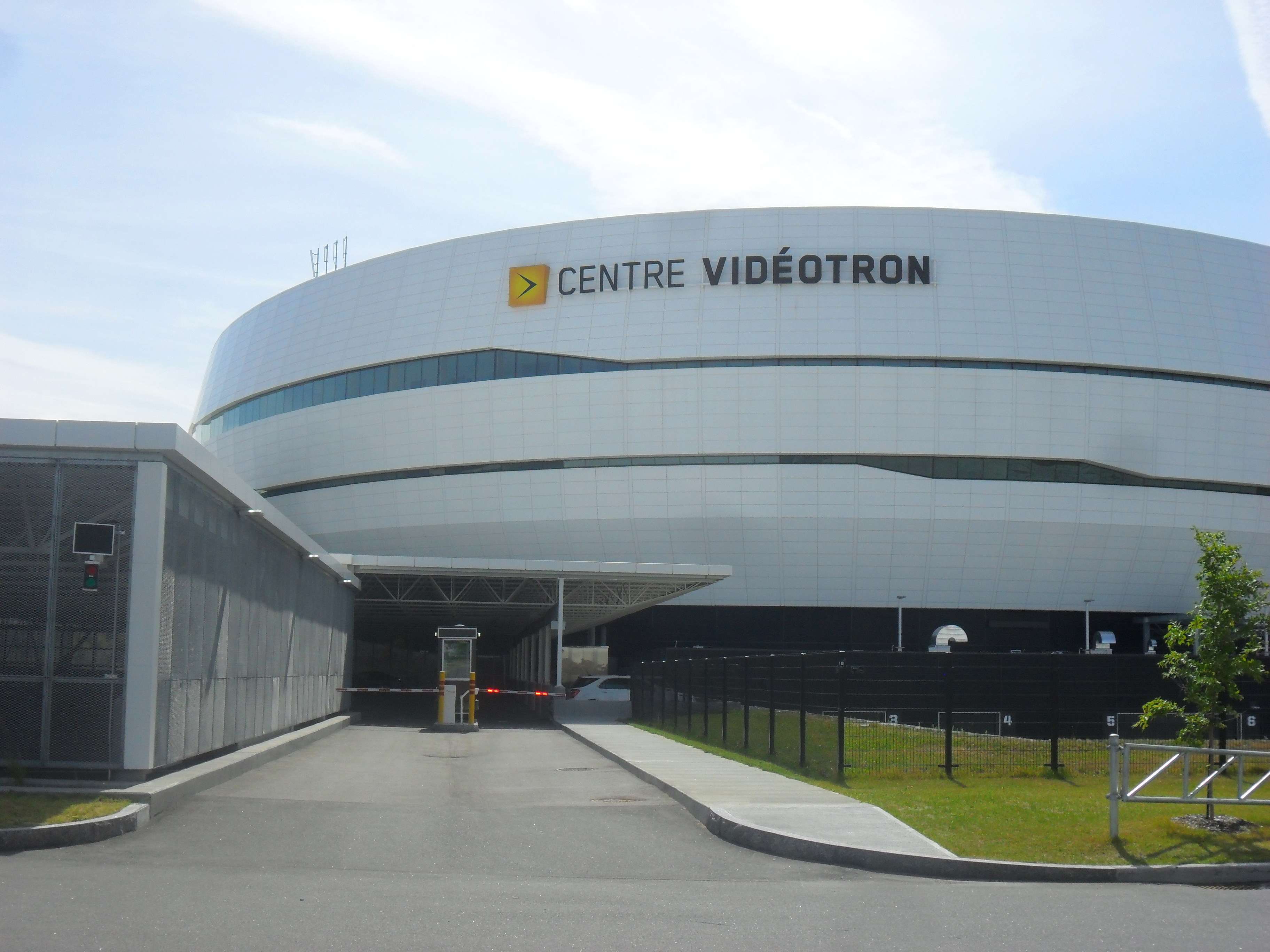
Le Centre Vidéotron, principal enjeu de son deuxième mandat.

Ce deuxième mandat est également marqué par un bras de fer entre Régis Labeaume et des syndicats d'employés municipaux sur leur caisse de retraite. Ce long conflit engendre du vandalisme au domicile du maire et des procédures judiciaires pour diffamation. En décembre 2012, deux conseillers de l'Équipe Labeaume claquent la porte et se joignent aux trois autres indépendants du conseil municipal. Cette mince opposition critique l'attitude arbitraire de Régis Labeaume : « aucune discussion [n'est prise] avant décision » et il « ne respecte pas ceux qui diffèrent d'opinion ». En 2013, alors que le projet d'amphithéâtre est bien sur les rails, les deux bras droits de Labeaume depuis 2007, François Picard et Richard Côté, annoncent leur départ de la politique.
Comme durant son premier mandat, Labeaume réussit à faire diminuer le nombre de conseillers municipaux en vue de la prochaine élection municipale. Leur nombre passe de 27 à 21, le même nombre qu'avant les fusions municipales de 2002, alors que la ville comptait trois fois moins d'habitants.

#### Troisième mandat

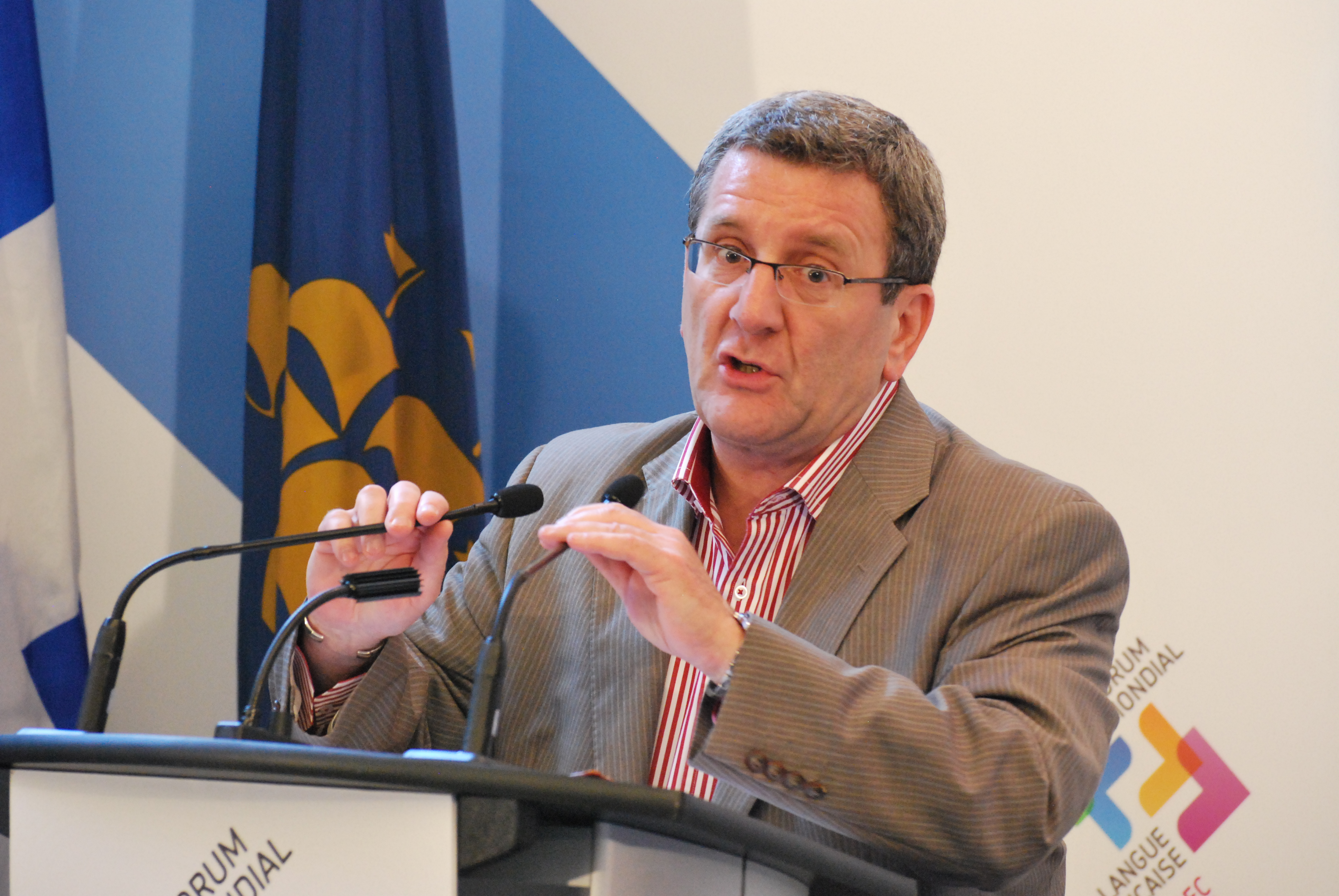
Durant son troisième mandat, Régis Labeaume continue d'être au cœur de l'attention médiatique québécoise.

Malgré les nombreuses controverses l'entourant, Régis Labeaume maintient son taux de popularité à l'approche de l'élection municipale de 2013. Le 3 novembre 2013, il obtient 74 % des voix  et son parti récolte 18 des 21 sièges. David Lemelin, un artiste et un journaliste très critique de l'administration Labeaume depuis ses débuts, arrive deuxième. L'opposition, organisée autour du parti Démocratie Québec, est de nouveau cantonnée dans un rôle symbolique au conseil municipal.
Pour ce troisième mandat, Régis Labeaume s'adjoint de Julie Lemieux à la vice-présidence du comité exécutif. Encore une fois, ce début de mandat est ponctué de plusieurs accrochages alimentant l'attention médiatique : la vente de l'hôtel Le Concorde,
l'horaire de la collecte des ordures, la peinture du pont de Québec. En mars 2015, après s'être désisté sur la construction d'un tramway, il annonce avec Gilles Lehouillier, maire de Lévis, la mise en place d'un « service rapide par bus » (SRB) d'ici 2025, un projet moins couteux mais aussi moins ambitieux que celui du tramway. Il inaugure le nouvel amphithéâtre, baptisé en cours de route Centre Vidéotron, le 12 septembre 2015. Cependant, l'arrivée d'une équipe de la Ligue nationale de hockey semble improbable et la ferveur populaire autour du projet a diminué depuis 2008. Le maire doit défendre la vocation événementielle du projet et refuse les commentaires sur les aspects déficitaires.
Début 2016, Régis Labeaume relance le débat sur une candidature olympique, cette fois-ci pour les jeux olympiques d'hiver de 2026. Après quelques échanges avec le Comité international olympique, il ferme la porte en présumant que la Suisse serait déjà privilégiée, se mettant ainsi à dos le Suisse Gian-Franco Kasper, président de la FIS. Dans l'été, Régis Labeaume prend énergiquement part à deux débats dans l'actualité québécoise : celui entourant les chiens dangereux et celui concernant les services de transport par taxi,. En août 2016, en vue de l'élection présidentielle française de 2017, il apporte son appui à Alain Juppé, maire de Bordeaux, ville jumelée avec Québec.
À l'approche des élections municipales de 2017, l'enjeu du transport domine l'actualité. Un débat s'engage sur la trafic routier et les modes de traversée entre la rive-nord et la rive-sud du fleuve. Labeaume en profite pour mettre de l'avant le projet de service rapide par bus annoncé en 2015. Néanmoins, l'opinion publique est critique face à ce projet onéreux. Il est poussé à abandonner le projet le 20 avril 2017, quelques jours après que la ville de Lévis ait fait de même.

#### Quatrième mandat
Après l'élection municipale de 2017, il sort victorieux avec 55 % des voix face à Jean-François Gosselin. Une de ses promesses électorales était d'améliorer la mobilité dans la capitale avec la mise sur pied d'un « réseau structurant », sans préciser toutefois le mode de transport. Ce n'est qu'après l'élection qu'il dévoile que c'est sur le projet du tramway de Québec que son choix s'est arrêté. Selon lui, la décision finale n'a été prise qu'après l'élection. Labeaume s'était d'ailleurs déjà montré intéressé par un tramway en 2011, mais l'avait mis de côté au profit d'un projet moins onéreux de système rapide par bus (SRB), lui-même abandonné en avril 2017, quelques mois avant le début de la campagne.
Pour ce quatrième mandat, il s'adjoint des conseillers municipaux Rémy Normand et Marie-Josée Savard à titre de vice-présidents du comité exécutif. Après l'annonce de son cancer de la prostate en mars 2019, ces derniers assument la suppléance de Régis Labeaume durant plusieurs mois. Normand, responsable du Réseau de transport de la Capitale, pilote le projet de tramway, tandis que Savard est désignée « mairesse suppléante substitut », en remplacement de la mairesse suppléante Michelle Morin-Doyle, elle-même malade.
De 2017 à 2019, il est président de l'Organisation des villes du patrimoine mondial.
Lors de ses réflexions sur la possibilité de solliciter un autre mandat à la mairie de Québec, il évoque notamment que, contrairement à d'autres maires, la haine grandissante envers les élus sur les réseaux sociaux n'influencera pas sa décision. Le 5 mai 2021, il annonce quitter la vie politique. Il ne sollicitera pas un cinquième mandat. Il appuie sa conseillère Marie-Josée Savard pour lui succéder aux prochaines élections. Un mois plus tard, un sondage révèle que 78% des citoyens de la ville seraient satisfaits de son passage à la mairie.

### Après la politique
En novembre 2021, il annonce qu'il souhaite se retirer des caméras et qu'il ne fera plus d'apparition publique.
Le 30 avril 2022, l'ancien maire se joint au média d'information La Presse comme collaborateur. Il était en pause médiatique depuis la fin de son mandat comme maire de Québec.

## Vie privée
Le 15 juillet 1984, il épouse l'avocate et haute fonctionnaire Louise Vien, fille d'un organisateur de l'Union nationale. Le couple a trois enfants : Catherine, Laurent et Corrine.
Durant ses premières années à la mairie, les voitures de sa résidence sont vandalisées à trois reprises. En 2017, il réfute des rumeurs voulant qu'il n'habitait plus à Québec et qu'il ne serait donc plus éligible à la fonction de maire : sa résidence principale est dans le quartier Sillery, mais il possède un chalet à Beaupré où il séjourne.
Le 13 mars 2019, un communiqué dévoile publiquement qu'il souffre d'un cancer de la prostate. Après une absence médiatique remarquée entre le 2 avril 2019 et le 27 mai 2019, il annonce la rémission de son cancer, c'est-à-dire la disparition des symptômes, puis prend éventuellement part à quelques évènements publics et médiatiques.

## Distinctions
- Chevalier de l'Ordre national de la Légion d'honneur de la France (octobre 2021)[53]
- Médaille de l'Assemblée nationale du Québec (novembre 2021)[54]
- Membre honoraire de l'Union des municipalités du Québec (mai 2022)[55]

## Œuvres
- LABEAUME, Régis (1991) L’intervention d’une communauté locale dans l’exploration minière: un cas d’innovation sociale et économique, Fermont, dans G. Saint-Pierre, G. Gélinas et M. Vallée, Les innovations dans le monde minier québécois, Boucherville, Gaëtan Morin Éditeur.